# مقاطعة فانس (كارولاينا الشمالية)
مقاطعة فانس (بالإنجليزية: Vance County)‏ هي إحدى مقاطعات ولاية كارولاينا الشمالية في الولايات المتحدة الأمريكية. مركز المقاطعة أو مقعدها هي مدينة هينديرسون. تأسست هذه المقاطعة سنة 1881.أصل هذه المقاطعة يأتي من: مقاطعة فرانكلين, مقاطعة غرانفيل, ومقاطعة وارين.

## أعلام
- الكسندر هاميلتون
- ويليام هوكينز